# Тынский, Рихард
Рихард Тынский (чеш. Richard Týnský, настоящая фамилия Тиръюнг, нем. Thierjung; 20 сентября 1909, Львов — 30 октября 1974, Брно) — чешский дирижёр и композитор.
Сын австрийского военного дирижёра. О детстве Рихарда Тиръюнга почти ничего не известно. В 1924 году он поступил в Военно-музыкальную школу в Праге, где учился играть на скрипке и флюгельгорне. С 1926 г. служил в оркестре пехотного полка, расквартированного в Брно. Позднее поступил в Консерваторию Брно, которую окончил по классам композиции Вацлава Капрала (1938) и органа Франтишека Михалека (1939). Одновременно начал заниматься композицией, в 1940 г. сочинил своё наиболее популярное произведение — Фригийскую токкату для органа. В том же году начал работать как хоровой дирижёр с хоровым коллективом «Брненска беседа». Примерно в это же время вместо фамилии начал использовать псевдоним, Рихард Тынский. В 1946 г. оркестровал и впервые исполнил с оркестром Траурный марш Витезславы Капраловой. В 1948 г. участвовал во главе «Брненской беседы» в музыкальном фестивале «Пражская весна».
В 1949 г. Тынский покинул Брно, где он имел возможность работать только с хором, и перебрался в Братиславу, где возглавил Симфонический оркестр Братиславского радио (до 1954 г.). В 1954—1957 гг. главный дирижёр Симфонического оркестра Готвальдовского края. В 1958—1960 гг. работал в польском городе Быдгощ как главный дирижёр Симфонического оркестра Поморской филармонии. После этого вернулся в Брно, преподавал дирижирование в Академии музыки имени Яначека, защитил докторскую диссертацию. В поздние годы занимался исследованием хоральной музыки Леоша Яначека.